# Stazione di Turkey Street
La stazione di Turkey Street è una stazione situata nel borgo londinese di Enfield. È servita ogni ora da due treni suburbani transitanti sul raccordo Cheshunt delle ferrovie della Valle del Lea.